# 5 000 mètres féminin aux championnats du monde d'athlétisme 2015
Navigation
Moscou 2013 Londres 2017
L'épreuve du 5 000 mètres féminin des championnats du monde de 2015 s'est déroulée les 27 et 30 août 2015 dans le Stade national de Pékin, le stade olympique de Pékin, en Chine. Elle est remportée par l’Éthiopienne Almaz Ayana

## Records et performances

### Records
Les records du 5 000 m femmes (mondial, des championnats et par continent) étaient avant les championnats 2013 les suivants. 
| Record                    | Athlète           | Pays             | Temps          | Lieu      | Date            |
| ------------------------- | ----------------- | ---------------- | -------------- | --------- | --------------- |
| Record du monde           | Tirunesh Dibaba   | Éthiopie         | 14 min 11 s 15 | Oslo      | 6 juin 2008     |
| Record des championnats   | Tirunesh Dibaba   | Éthiopie         | 14 min 38 s 59 | Helsinki  | 13 août 2005    |
| Record d'Afrique          | Tirunesh Dibaba   | Éthiopie         | 14 min 11 s 15 | Oslo      | 6 juin 2008     |
| Record d'Asie             | Jiang Bo          | Chine            | 14 min 28 s 09 | Shanghai  | 23 octobre 1997 |
| Record d'Amérique du Nord | Molly Huddle      | États-Unis       | 14 min 42 s 64 | Monaco    | 18 juillet 2014 |
| Record d'Amérique du Sud  | Simone da Silva   | Brésil           | 15 min 18 s 85 | São Paulo | 20 mai 2013     |
| Record d'Europe           | Liliya Shobukhova | Russie           | 14 min 23 s 75 | Kazan     | 19 juillet 2008 |
| Record d'Océanie          | Kimberley Smith   | Nouvelle-Zélande | 14 min 45 s 93 | Rome      | 11 juillet 2008 |

### Meilleures performances de l'année 2015
Les dix athlètes les plus rapides de l'année sont, avant les championnats, les suivants. 
|    | Athlète                    | Pays     | Temps          | Lieu              | Date           |
| -- | -------------------------- | -------- | -------------- | ----------------- | -------------- |
| 1  | Almaz Ayana                | Éthiopie | 14 min 14 s 32 | Shanghai          | 17 mai 2015    |
| 2  | Genzebe Dibaba             | Éthiopie | 14 min 15 s 41 | Paris Saint-Denis | 4 juillet 2015 |
| 3  | Faith Chepngetich Kipyegon | Kenya    | 14 min 31 s 95 | Eugene            | 30 mai 2015    |
| 4  | Mercy Cherono              | Kenya    | 14 min 34 s 10 | Paris Saint-Denis | 4 juillet 2015 |
| 5  | Viola Jelegat Kibiwot      | Kenya    | 14 min 34 s 22 | Paris Saint-Denis | 4 juillet 2015 |
| 6  | Senbere Teferi             | Éthiopie | 14 min 36 s 44 | Paris Saint-Denis | 4 juillet 2015 |
| 7  | Gelete Burka               | Éthiopie | 14 min 40 s 50 | Paris Saint-Denis | 4 juillet 2015 |
| 8  | Alemitu Heroye             | Éthiopie | 14 min 43 s 28 | Shanghai          | 17 mai 2015    |
| 9  | Vivian Jepkosgei Cheruiyot | Kenya    | 14 min 46 s 69 | Eugene            | 30 mai 2015    |
| 10 | Sally Jepkosgei Kipyego    | Kenya    | 14 min 47 s 75 | Eugene            | 30 mai 2015    |

## Médaillées
| Or          | Argent | Bronze |
| Almaz Ayana |        |        |

## Résultats

### Finale
| Rang               | Athlète              | Nationalité | Temps          | Notes |
| ------------------ | -------------------- | ----------- | -------------- | ----- |
| Médaille d'or      | Almaz Ayana          | Éthiopie    | 14 min 26 s 83 | CR    |
| Médaille d'argent  | Senbere Teferi       | Éthiopie    | 14 min 44 s 07 |       |
| Médaille de bronze | Genzebe Dibaba       | Éthiopie    | 14 min 44 s 14 |       |
| 4                  | Viola Kibiwot        | Kenya       | 14 min 46 s 16 |       |
| 5                  | Mercy Cherono        | Kenya       | 15 min 01 s 36 |       |
| 6                  | Janet Kisa           | Kenya       | 15 min 02 s 68 | SB    |
| 7                  | Irene Chepet Cheptai | Kenya       | 15 min 03 s 41 |       |
| 8                  | Susan Kuijken        | Pays-Bas    | 15 min 08 s 00 |       |
| 9                  | Ayuko Suzuki         | Japon       | 15 min 08 s 29 | PB    |
| 10                 | Eloise Wellings      | Australie   | 15 min 09 s 62 | SB    |
| 11                 | Mimi Belete          | Bahreïn     | 15 min 17 s 01 |       |
| 12                 | Stephanie Twell      | Royaume-Uni | 15 min 26 s 24 |       |
| 13                 | Nicole Tully         | États-Unis  | 15 min 27 s 42 |       |
| 14                 | Misaki Onishi        | Japon       | 15 min 29 s 63 |       |
| 15                 | Jennifer Wenth       | Autriche    | 15 min 35 s 46 |       |

### Séries
Qualification : 5 premières de chaque série (Q) et les 5 meilleurs temps (q) se qualifient pour la finale.
| Rang | Série | Nom                       | Nationalité         | Temps          | Notes |
| ---- | ----- | ------------------------- | ------------------- | -------------- | ----- |
| 1    | 2     | Almaz Ayana               | Éthiopie            | 15 min 09 s 40 | Q     |
| 2    | 2     | Senbere Teferi            | Éthiopie            | 15 min 14 s 57 | Q     |
| 3    | 2     | Viola Kibiwot             | Kenya               | 15 min 15 s 27 | Q     |
| 4    | 1     | Genzebe Dibaba            | Éthiopie            | 15 min 20 s 82 | Q     |
| 5    | 1     | Mercy Cherono             | Kenya               | 15 min 20 s 94 | Q     |
| 5    | 1     | Mimi Belete               | Bahreïn             | 15 min 20 s 94 | Q     |
| 7    | 1     | Irene Cheptai             | Kenya               | 15 min 21 s 03 | Q     |
| 8    | 1     | Susan Kuijken             | Pays-Bas            | 15 min 25 s 67 | Q     |
| 9    | 2     | Janet Kisa                | Kenya               | 15 min 26 s 49 | Q     |
| 10   | 2     | Eloise Wellings           | Australie           | 15 min 26 s 67 | Q, SB |
| 11   | 2     | Ayuko Suzuki              | Japon               | 15 min 28 s 18 | q     |
| 12   | 1     | Misaki Onishi             | Japon               | 15 min 33 s 84 | q     |
| 13   | 1     | Stephanie Twell           | Royaume-Uni         | 15 min 34 s 72 | q     |
| 14   | 1     | Nicole Tully              | États-Unis          | 15 min 41 s 03 | q     |
| 15   | 2     | Jennifer Wenth            | Autriche            | 15 min 43 s 57 | q     |
| 16   | 1     | Madeline Heiner           | Australie           | 15 min 47 s 97 |       |
| 17   | 1     | Gulshat Fazlitdinova      | Russie              | 15 min 48 s 44 |       |
| 18   | 2     | Betlhem Desalegn          | Émirats arabes unis | 15 min 48 s 52 |       |
| 19   | 1     | Nicole Sifuentes          | Canada              | 15 min 50 s 99 |       |
| 20   | 2     | Karoline Bjerkeli Grøvdal | Norvège             | 16 min 02 s 20 |       |
| 21   | 2     | Marielle Hall             | États-Unis          | 16 min 06 s 60 |       |
| 22   | 2     | Azusa Sumi                | Japon               | 16 min 13 s 65 |       |
| 23   | 2     | Abbey D'Agostino          | États-Unis          | 16 min 16 s 47 |       |
| 24   | 1     | Olivia Mugove Chitate     | Zimbabwe            | 16 min 34 s 70 | PB    |
|      | 2     | Yelena Korobkina          | Russie              | DNF            |       |
|      | 2     | Maureen Koster            | Pays-Bas            | DNF            |       |
|      | 1     | Nikki Hamblin             | Nouvelle-Zélande    | DNS            |       |

## Légende
Records et Performances
- AR : Record continental (area record)
- CR : Record des championnats (championship record)
- MR : Record du meeting (meet record)
- NR : Record national (national record)
- OR : Record olympique (olympic record)
- PR : Record paralympique (paralympic record)
- PB : Record personnel (personal best)
- SB : Meilleure performance personnelle de la saison (season's best)
- WL : Meilleure performance mondiale de l'année (world leader)
- WJR : Record du monde junior (world junior record)
- WR : Record du monde (world record)

Circonstances et Conditions
- DNF : N'a pas terminé (did not finish)
- DNS : N'a pas pris le départ (did not start)
- DQ : Disqualification (disqualification)
- NM : Aucun essai valable enregistré (No Mark)
- Q : Qualifié « directement » au prochain tour (ou à la prochaine compétition), lors d'une compétition majeure, grâce au classement ou à la réalisation des minima (automatic qualifier)
- q : Qualifié au prochain tour (ou à la prochaine compétition), lors d'une compétition majeure, grâce au repêchage ou à la réalisation de l'une des meilleures performances parmi celles des « non qualifiés directement » (grâce au meilleur temps ou à la meilleure distance par exemple) (secondary qualifier)